# カム・アズ・ユー・アー
「カム・アズ・ユー・アー」（Come as You Are）は、アメリカのグランジバンド、ニルヴァーナの楽曲である。バンドのフロントマンであるカート・コバーンが作曲し、スタジオアルバム『ネヴァーマインド』からのセカンドシングルとして1992年に発売した。アメリカン・トップ40において2曲目のヒットになり、Billboard Hot 100で32位になった。ミュージック・ビデオはケヴィン・カースレイクが監督した。彼は『ネヴァーマインド』のカバーからインスピレーションを得てビデオを撮っている。

## 曲の成り立ちと録音
「カム・アズ・ユーアー」はニルヴァーナが1991年に『ネヴァーマインド』の録音前にブッチ・ヴィグに送ったリハーサル・テープの中に入っていた1曲である。1991年初めにサウンド・シティスタジオでヴィグと録音され、ギターソロを2テイク、ボーカルを3テイク録音し、1テイク目が使われた。ボーカルはダブルトラックで構成されている。ハーモニー部分のオーバーダブセッションで、ギターソロ後に「memoria」と4回歌う部分で「And I don't have a gun」というフレーズを間違えて早く歌ってしまっているが、そのまま残されている。ヴィグはカートが「memoria」と歌っている部分をサンプリングし、曲の終わりのほうで2回挿入した。

## 曲の構成と歌詞
曲はギターリフから始まり、リフで淡々とした感じを出すためにエレクトロ・ハーモニクス・スモール・クローンギターペダルが使用されている。ヴァース部分はムーディーに抑えられ、コーラスでフルボリュームになるという、ニルヴァーナが良く使ったダイナミクスの変化が特徴的。この曲はカートの長いギターソロが収められている。ヴィグはカートは長いソロを弾かなかったといっている。
カートによると、歌詞は矛盾含むものであり、「人々についてと彼らはどう行動するべきか」を描いているという。

## 発売
「カム・アズ・ユー・アー」がポストパンクバンドのキリング・ジョークが1984年に出したシングル「エイティーズ」と酷似していたため、バンドとマネージメントのダニー・ゴールドバーグは『ネヴァーマインド』からの2枚目のシングルを何にするか決められずにいた。ゴールドバーグは、「カム・アズ・ユー・アー」が他の曲よりも良いと全員が考えていたものの、リリース後にキリング･ジョークよりクレームを付けられる可能性に配慮したことは正しかったと述べているが、コマーシャルな曲を好んだゴールドバーグの判断によりリリースされる事となった。
リリース後、キリング・ジョークのメンバーから「カム・アズ・ユー・アー」のギターリフが「エイティーズ」のリフを盗用しているとクレームを付けられたが、訴訟が起こされる事は無かった。これをローリング・ストーン誌は「個人的かつ財政的な理由」だと推測している。また、キリング･ジョークは訴えを起こしたが裁判所が受理せず、カートの死で無くなってしまったという相反する記述もある。
リフは「ライフ・ゴーズ・オン」に似ているとの指摘も受けていた。この曲はダムドが1982年に発売したアルバム、『ストロベリーズ』に収録されている。
当初、「スメルズ・ライク・ティーン・スピリット」で基礎を作り、「カム・アズ・ユー・アー」がラジオでかけられるようになることを想定していたが、「スメルズ・ライク・ティーン・スピリット」が予想外の大ヒットとなってバンドの知名度を一気に上げ、「カム・アズ・ユー・アー」がその勢いを維持する形になった。1992年3月にシングルとして発売後、「カム・アズ・ユー・アー」はBillboard Hot 100で32位まで上昇した。これは2曲目にして最後のトップ40ヒットとなった。シングルはチャート上に18週登場した。また、ビルボードのメインストリームとモダン･ロック･トラックスでは3位になっている。イギリスではトップ10に入っている。最高で9位になった。

## ミュージック・ビデオ
ミュージック･ビデオは、後に「リチウム」、「イン・ブルーム」、「スリヴァー」のビデオも監督するケヴィン・カースレイクによるもの。サミュエル・ベイヤーが監督した「スメルズ・ライク・ティーン・スピリット」のビデオの出来に満足していなかったカートが、カースレイクの印象主義的なスタイルを選んだ。カートはネヴァーマインドのアルバムカバーを越えるアイディアを考え付かず、カースレイクにクリップのアイディアを作らせた。撮影に当たっては、ハリウッド･ヒルズにある公園で外でのシーンが、メインのビデオシーンに先駆け撮影されている。
ビデオではバンドが暗い部屋にいる。バンドの手前には水が流れていて、メンバーの顔をぼやけさせている（コバーンのアイディア）。ビデオを通して、生命体が胚状態にあるように細胞が驚くべき速さで増殖しているクリップが見られる。ビデオクリップはカート･コバーンがシャンデリアを部屋の中で揺らしている光景も見られる。そして、その部屋は水が流れている。さらに、犬がコーン･カラーを付けている映像もビデオクリップには入っている。赤ちゃんが水の中で泳いでいるイメージ（ネヴァーマインドのカバージャケットへのオマージュ）と銃が水に浮いている部分も出てくる。最後にはバンドが出てきて、コバーンが前にせり出し、地面にもたれてカメラにキスして終了する。

## クレジット
ライナーノートより参考
ニルヴァーナ
- カート・コバーン - ヴォーカル、ギター
- クリス・ノヴォセリック - ベース
- デイヴ・グロール - ドラム

エンジニア
- ブッチ・ヴィグ - エンジニア、プロデューサー
- アンディ・ウォレス - ミキシング

## ウェルカム・トゥ・アバディーン

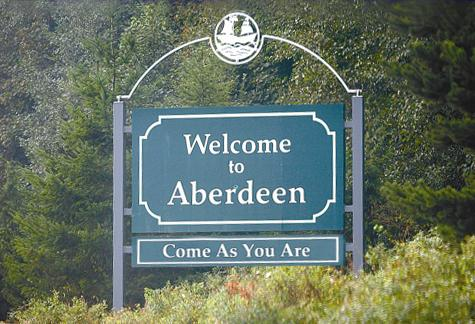
ワシントン州アバディーンにあるコバーンを賛辞する標識

2005年、コバーンの故郷であるワシントン州アバディーンにある標識が立てられた。その標識は「Welcome to Aberdeen: Come As You Are」と読める。これはコバーンへの賛辞である。この標識は2004年5月に設立されたNPOのカート・コバーン追悼委員会が出費して作った。委員会はカート･コバーン･メモリアル･パークとユース･センターを作る計画も持っている。

## 収録曲
1. カム・アズ・ユー・アー
2. エンドレス・ネームレス
3. スクール [Live]
4. ドレイン・ユー [Live]

## チャート順位
| チャート (1992)                 | 最高順位 |
| ------------------------------- | -------- |
| オーストラリア シングルチャート | 25       |
| オーストリア                    | 28       |
| フランス                        | 12       |
| スウェーデン                    | 24       |
| スイス                          | 21       |

| チャート (1992)                                      | 最高順位 |
| ---------------------------------------------------- | -------- |
| 全英シングルチャート                                 | 9        |
| 全米 Billboard Hot 100                               | 32       |
| 全米 ビルボード メインストリーム・ロック・トラックス | 3        |
| 全米 ビルボード モダン・ロック・トラックス           | 3        |

## カヴァー
- チャーリー・ハンター（英語版） - 1995年のアルバム『Bing, Bing, Bing!』に収録[19]。
- カエターノ・ヴェローゾ - 2004年のカヴァー・アルバム『異国の香り〜アメリカン・ソングス』に収録[20]。